# Kryzys kwietniowy

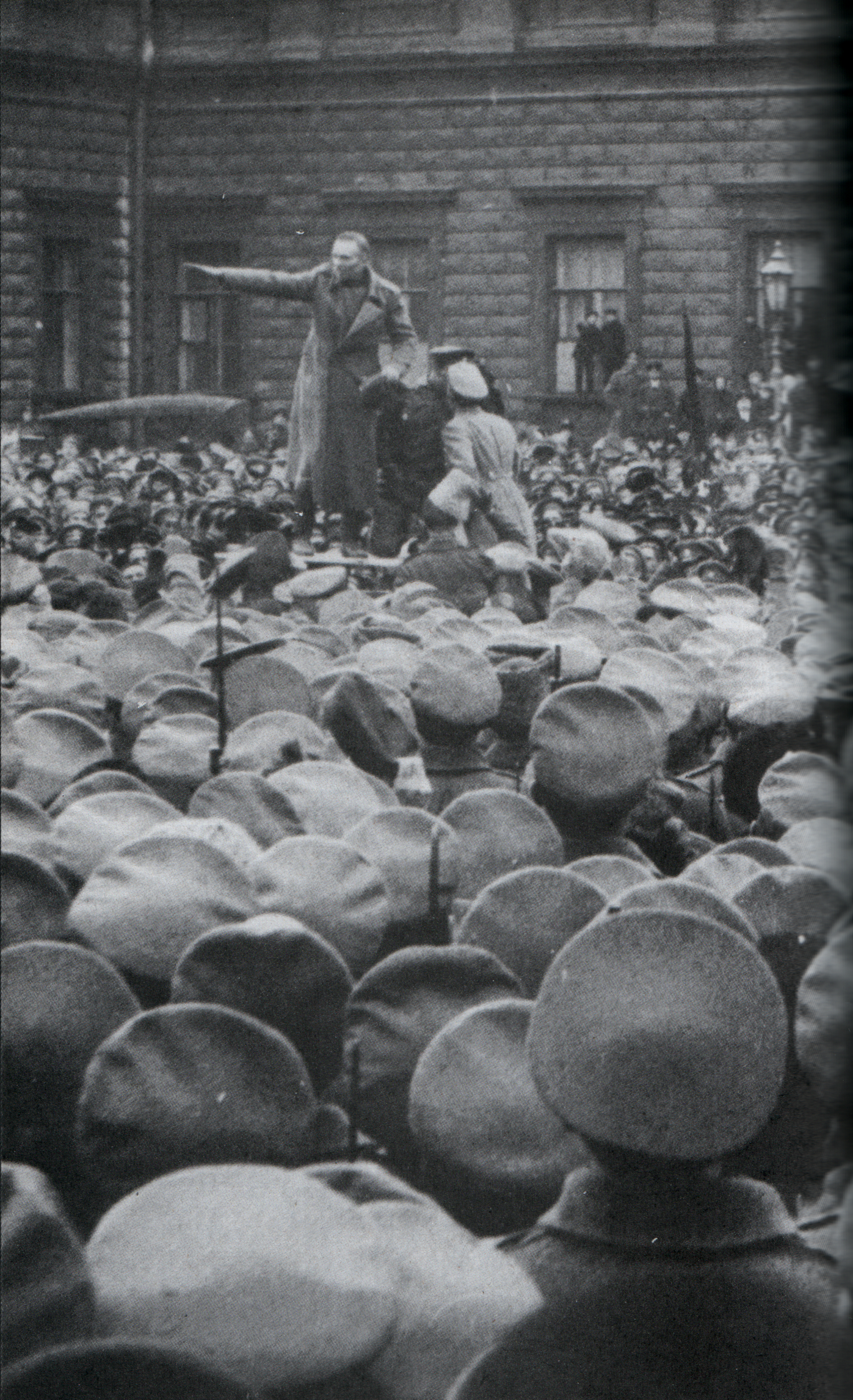
Fiodor Linde przemawiający do żołnierzy

Kryzys kwietniowy (ros. Апрельский кризис) – protesty i zamieszki, do jakich doszło w Piotrogrodzie w dniach 20-21 kwietnia/3-4 maja 1917 r. Ich przyczyną było niezadowolenie rosyjskich żołnierzy wywołane deklaracją Rządu Tymczasowego, w której zapowiadano dalszy udział w wojnie i wywiązanie się z zobowiązań sojuszniczych względem Wielkiej Brytanii i Francji. Kryzys kwietniowy doprowadził do przesilenia w Rządzie Tymczasowym i wejścia do niego przedstawicieli Partii Socjalistów-Rewolucjonistów (eserowców).

## Tło wydarzeń
27 marca/9 kwietnia 1917 r. Rząd Tymczasowy ogłosił deklarację o swoim stosunku do dalszego prowadzenia wojny, w której deklarował, że celem Rosji jest trwały pokój oparty na zasadzie samostanowienia narodów. Jej treść była uzgodniona z Komitetem Wykonawczym Piotrogrodzkiej Rady Delegatów Robotniczych i Żołnierskich. Krótko potem do Rosji wrócił ze Szwajcarii jeden z liderów Partii Socjalistów-Rewolucjonistów Wiktor Czernow, który natychmiast rozpoczął starania o to, by deklaracja ta została przekazana zagranicznym sojusznikom Rosji jako oficjalne stanowisko w sprawie celów wojennych Rosji. Poparł go Aleksandr Kiereński, za sprawą którego deklaracja została faktycznie przekazana, ale z notą wyjaśniającą, w której zapewniano o gotowości do wywiązania się z sojuszniczych zobowiązań.
20 kwietnia/3 maja w rosyjskich gazetach opublikowano obydwa dokumenty, co spotkało się ze sprzeciwem Komitetu Wykonawczego Piotrogrodzkiej Rady. Przegłosował on uchwałę, w której deklarował, że Rosja jest wprawdzie zmuszona kontynuować wojnę, ale tylko do chwili, gdy wszystkie mocarstwa zgodzą się na pokój bez aneksji. Wśród przebywających w Piotrogrodzie żołnierzy, we flocie oraz w dzielnicach robotniczych wybuchły protesty.

## Przebieg kryzysu
20 kwietnia/3 maja porucznik Fiodor Linde z fińskiego pułku gwardii wezwał delegatów żołnierskich ze swojego pułku oraz z innych jednostek do protestów przeciwko ministrowi spraw zagranicznych w Rządzie Tymczasowym Pawłowi Milukowowi, którego uważano za odpowiedzialnego za kontynuowanie wojny. Linde był socjaldemokratą, przekonanym, że wojna powinna być prowadzona dalej, ale w celu szerzenia ideałów demokratycznych. W efekcie agitacji tego samego dnia po południu kilka jednostek wojskowych udało się pod Pałac Maryjski, siedzibę rządu, domagając się dymisji Milukowa. Wznoszono również okrzyki przeciwko polityce aneksji i nawet hasło "Precz z Rządem Tymczasowym". Żołnierze nie wiedzieli, że rząd tego dnia obraduje w budynku ministerstwa wojny. Na posiedzenie przybył dowódca piotrogrodzkiego okręgu wojskowego gen. Ławr Korniłow, który zaproponował, że rozpędzi siłą demonstracje. Ministrowie uznali jednak, że nie ma takiej potrzeby. Manifestacje zakończyły się samoistnie przed wieczorem tego samego dnia.
Tego samego dnia na specjalnym posiedzeniu zebrał się komitet centralny partii bolszewickiej, który przyjął rezolucję autorstwa Lenina. Charakteryzowano w nim Rząd Tymczasowy jako imperialistyczny, kontrolowany przez kapitalistów, a przez to niezdolny do walki o pokój bez aneksji i kontrybucji. W rezolucji wzywano Piotrogrodzką Radę Delegatów Robotniczych i Żołnierskich do przejęcia całej władzy. Po tym, gdy żołnierze 20 kwietnia/3 maja wrócili już do koszar, bolszewicy zorganizowali kolejną demonstrację z udziałem popierających ich robotników i żołnierzy. Manifestacji tej zastąpiła drogę na Newskim Prospekcie kontrdemonstracja pod hasłem "Precz z Leninem". Doszło do konfrontacji i starcia.
21 kwietnia/4 maja bolszewicki komitet centralny spotkał się ponownie i postanowił skierować do fabryk i koszar agitatorów w celu zachęcania do udziału w kolejnych protestach. Nikołaj Podwojski, kierujący Bolszewicką Organizacją Wojskową, zaapelował również do bazy marynarki wojennej w Kronsztadzie o przysłanie do Piotrogrodu zaufanego oddziału marynarzy. Odzew w zakładach pracy był jednak bardzo ograniczony. Największe fabryki, w tym Zakłady Putiłowskie, Zakłady Obuchowskie oraz zradykalizowane zakłady w Dzielnicy Wyborskiej nie poparły wezwań bolszewików. Mimo to zaplanowana demonstracja na Newskim Prospekcie odbyła się. Ponownie doszło do konfrontacji: przed soborem Kazańskiej Ikony Matki Bożej kolumna bolszewicka zetknęła się z kontrdemonstracją, doszło do szamotaniny i chaotycznej wymiany ognia, w której zginęły trzy osoby.
Manifestanci zignorowali wezwania Rządu Tymczasowego do spokoju i rezygnacji z protestów. Zakończyli uliczne marsze dopiero wtedy, gdy wezwała do tego Rada Piotrogrodzka. 21 kwietnia/4 maja jej komitet wykonawczy zabronił manifestowania w ciągu najbliższych 48 godzin, ostrzegając, że każdy, kto zorganizowałby protest z bronią, byłby zdrajcą rewolucji. Faktycznie do wieczora tego dnia wszystkie demonstracje wygasły. Bolszewicy nie odnieśli sukcesu również podczas demonstracji w Moskwie, które miały miejsce tego samego dnia. 22 kwietnia/5 maja w kolejnej rezolucji bolszewickiego komitetu centralnego stwierdzono, że hasła wymierzone w rząd były przedwczesne, masy pozostały pod wpływem partii "prokapitalistycznych", a partia miała za zadanie nadal uświadamiać robotników. Lenin, który sam dwa dni wcześniej był zwolennikiem próby przejęcia władzy przez rady, teraz twierdził, że jego organizacja wykazała "awanturnictwo".

## Skutki kryzysu kwietniowego
W rezultacie kryzysu kwietniowego Rząd Tymczasowy musieli opuścić ministrowie kojarzeni z niepopularną polityką zagraniczną oraz z prowadzeniem wojny – Pawieł Milukow oraz minister wojny Aleksandr Guczkow. Do wejścia do rządu zaproszono natomiast przedstawicieli eserowców. Przywódca partii Wiktor Czernow objął ministerstwo rolnictwa, Irakli Cereteli otrzymał stanowisko ministra poczty i telegrafu, Michaił Skobielew został ministrem pracy. Ministerstwo wojny objął Aleksandr Kiereński, zaś tekę ministra sprawiedliwości objął Pawieł Pieriewierziew. Na stanowisko ministra żywności powołano natomiast Aleksieja Pieszechonowa z Ludowej Partii Socjalistycznej. Wreszcie ministrem spraw zagranicznych został kadet Michaił Tierieszczenko. Rekonstrukcja rządu, na czele którego pozostał Gieorgij Lwow, doprowadziła do dalszych napięć w gabinecie. Rząd był odtąd podzielony. Liberałowie opowiadali się za kontynuowaniem wojny do zwycięskiego końca, wzmocnieniem armii oraz odbudową autorytetu rządu. Reformy zamierzali natomiast odkładać na czas po wyborze Zgromadzenia Konstytucyjnego. Natomiast socjaliści głosili potrzebę zawarcia pokoju bez aneksji i kontrybucji, a także chcieli natychmiast odpowiadać na oczekiwania mas. Wejście eserowców do rządu sprawiło, że w oczach robotników i żołnierzy zaczęli być uważani za współodpowiedzialnych jego niepowodzeń. W sposób całkowicie nieograniczony mogli natomiast krytykować Rząd Tymczasowy bolszewicy, którzy w krótkim czasie zaczęli odnosić korzyści z takiej sytuacji i szybko zwiększać swoją popularność oraz liczbę członków.